# Elwira Kaczyńska
Elwira Joanna Kaczyńska – polska językoznawczyni, filolog, dr hab. nauk humanistycznych, adiunkt Katedry Filologii Klasycznej Wydziału Filologicznego Uniwersytetu Łódzkiego.

## Życiorys
W 1995 ukończyła studia magisterskie w zakresie filologii klasycznej na Uniwersytecie Łódzkim, a następnie doktoranckie studia na Wydziale Filologicznego Uniwersytetu Łódzkiego.  29 października 1999  obroniła pracę doktorską Kreta i Kreteńczycy w twórczości Kallimacha z Cyreny, 25 października 2013 habilitowała się na podstawie pracy zatytułowanej Monotematyczny cykl publikacji dotyczący leksyki greckiej.
Piastuje stanowisko adiunkta w Katedrze Filologii Klasycznej na Wydziale Filologicznego Uniwersytetu Łódzkiego.